# Diocesi di Xochimilco
La diocesi di Xochimilco (in latino Dioecesis Xochimilcoensis) è una sede della Chiesa cattolica in Messico suffraganea dell'arcidiocesi di Città del Messico. Nel 2022 contava 868.830 battezzati su 987.176 abitanti. È retta dal vescovo Juan María Huerta Muro, O.F.M.

## Territorio
La diocesi comprende le delegazioni di Xochimilco, Tláhuac e Milpa Alta nel Distretto Federale Messicano.
Sede vescovile è la città di Xochimilco, dove si trova la cattedrale di San Bernardino da Siena.
Il territorio si estende su 433 km² ed è suddiviso in 41 parrocchie.

## Storia
La diocesi è stata eretta il 28 settembre 2019 da papa Francesco con la bolla Quandoquidem per sacramentum baptismi, ricavandone il territorio dall'arcidiocesi di Città del Messico, di cui è stata resa suffraganea.

## Cronotassi dei vescovi
Si omettono i periodi di sede vacante non superiori ai 2 anni o non storicamente accertati.
- Andrés Vargas Peña (28 settembre 2019 - 11 febbraio 2025 ritirato)
- Juan María Huerta Muro, O.F.M., dall'11 febbraio 2025

## Statistiche
La diocesi nel 2022 su una popolazione di 987.176 persone contava 868.830 battezzati, corrispondenti all'88,0% del totale.
| anno | popolazione | popolazione | popolazione | presbiteri | presbiteri | presbiteri | presbiteri                | diaconi | religiosi | religiosi | parrocchie |
| anno | battezzati  | totale      | %           | numero     | secolari   | regolari   | battezzati per presbitero | diaconi | uomini    | donne     | parrocchie |
| ---- | ----------- | ----------- | ----------- | ---------- | ---------- | ---------- | ------------------------- | ------- | --------- | --------- | ---------- |
| 2019 | 655.000     | 769.250     | 85,1        | 46         | 44         | 2          | 14.239                    | 7       | 20        | 100       | 40         |
| 2020 | 655.000     | 769.250     | 85,1        | 46         | 44         | 2          | 14.239                    | 7       | 20        | 100       | 40         |
| 2022 | 868.830     | 987.176     | 88,0        | 61         | 46         | 15         | 14.243                    | 10      | 17        | 106       | 41         |